# La Recompensa del Trabajo
La Recompensa del Trabajo fou una societat socialista creada el 1901 a Llucmajor, Mallorca, per a la defensa dels obrers del calçat llucmajorers.
Aquesta societat, que tingué com a principals dirigents als socialistes Miquel Monserrat Parets i, el seu germà, Joan Monserrat Parets, a més de la defensa dels sabaters, funcionà com a incubadora de dues importants cooperatives a Llucmajor: "La Nueva Vida" de consum el 1907 i "La Hormiga" de producció de sabates el 1930; de la societat "Unión Campesina y Agrícola", de l'Agrupació Socialista de Llucmajor el 1905 i de l'escola dels socialistes de Llucmajor el 1909.